# Brañosera (kommunhuvudort)
Brañosera är en kommunhuvudort i Spanien.   Den ligger i provinsen Provincia de Palencia och regionen Kastilien och Leon, i den norra delen av landet, 280 km norr om huvudstaden Madrid. Brañosera ligger 1 218 meter över havet och antalet invånare är 269.
Terrängen runt Brañosera är kuperad åt sydväst, men åt nordost är den bergig. Runt Brañosera är det ganska glesbefolkat, med 26 invånare per kvadratkilometer. Närmaste större samhälle är Reinosa, 15,5 km nordost om Brañosera. Trakten runt Brañosera består till största delen av jordbruksmark.